# Пархомов, Дмитрий Николаевич
Дмитрий Николаевич Пархомов (1871—1925) — генерал-майор, герой Первой мировой войны, Георгиевский кавалер.

## Биография
Родился 5 сентября 1871 года. Образование получил в 4-м Московском кадетском корпусе (с 10.09.1892 — 3-й), которое окончил 1 сентября 1889 года, и в 3-м военном Александровском училище. 10 августа 1890 года выпущен подпоручиком в 9-й пехотный Староингермандланский полк. 10 августа 1894 года произведён в поручики. Прошёл курс наук в Николаевской академии Генерального штаба, которую окончил по 1-му разряду и за успехи в науках 6 июня 1899 года был произведён в штабс-капитаны.
С 20 ноября 1899 года по 5 сентября 1901 года командовал ротой в 9-м пехотном Староингерманландском полку, после чего был причислен к штабу Варшавского военного округа. 9 апреля 1902 года назначен старшим адъютантом штаба 6-го армейского корпуса, причём 14 апреля был произведён в капитаны. С 27 сентября 1903 года был обер-офицером для поручений при штабе Варшавского военного округа, 6 декабря 1904 года произведён в подполковники.
Во время русско-японской войны Пархомов был прикомандирован к штабу 3-й Маньчжурской армии, за отличия был награждён орденом св. Анны 3-й степени. По окончании войны по-прежнему состоял при штабе Варшавского военного округа и 6 декабря 1908 года получил чин полковника.
В 1909 году, с 1 июня по 29 сентября, отбывал цензовое командование батальоном в 183-м пехотном резервном Пултусском полку. 19 октября 1911 года Пархомов был назначен начальником строевого отдела штаба Варшавской крепости. С 11 декабря 1913 года занимал должность начальника штаба 13-й пехотной дивизии.
Накануне начала Первой мировой войны Пархомов возглавил 47-й пехотный Украинский полк. Высочайшим приказом от 24 апреля 1915 года он был награждён орденом св. Георгия 4-й степени
За овладение 14-го декабря 1914 года Дуклинским перевалом на Карпатах.
За боевые отличия был произведён в генерал-майоры (со старшинством от 14 января 1915 года. 3 августа 1915 года назначен командиром 1-й бригады 12-й пехотной дивизии, с 7 июня 1916 года по 15 июня 1917 года был начальником штаба 11-го армейского корпуса. Затем был назначен командующий сухопутными войсками, подчиненными командующему флотом Балтийского моря. 1 июля 1917 года произведен в генерал-лейтенанты.
Во время Гражданской войны находился в Добровольческой армии. Начальник штаба Крымского центра (29.11-19.12.1918), генерал-лейтенант. Начальник штаба Крымско-Азовского корпуса (27.12.1918-10.01.1919). В январе 1919 года назначен начальником штаба Крымско-Азовской армии генерала Боровского и вскоре произведён в генерал-лейтенанты. После расформирования Крымско-Азовской армии в марте 1919 года состоял в распоряжении Главнокомандующего Вооружёнными силами Юга России. 6 ноября 1919 года был зачислен в Генеральный штаб и назначен начальником штаба Государственной стражи при генерале от инфантерии Н. Н. Мартосе.
После поражения белых эмигрировал в королевство СХС, жил в Баня-Луке.
Скончался 16 марта 1925 года в Белграде.
Среди прочих наград Пархомов имел ордена:
- Орден Святого Станислава 3-й степени (1903 год)
- Орден Святой Анны 3-й степени (1905 год)
- Орден Святого Станислава 2-й степени (6 декабря 1911 года)
- Орден Святого Владимира 4-й степени (17 февраля 1914 года)
- Орден Святого Георгия 4-й степени (24 апреля 1915 года)

Его братья Константин и Леонид были полковниками.